# Zollverschluss
Als Zollverschluss (ugs. auch Zollplombe) bezeichnet man in Deutschland einen numerisch eindeutig identifizierbaren Verschluss aus verdrehtem Draht und einem Verbindungsstück, der eine Warensendung nach der Kontrolle durch die Zollbehörde vor unbefugtem Zugriff schützt und die Nämlichkeit der verschlossenen Ware sichert.
Genutzt wird der Zollverschluss hauptsächlich bei den Unionsversandverfahren oder gemeinsames Versandverfahren T1, T2, im Carnet-TIR-Verfahren und beim Transport von Waren unter Steueraussetzung innerhalb Deutschlands mit begleitendem Verwaltungsdokument (BVD) oder bei der Verwendung des Kontrollexemplars T5 im Erstattungsverfahren (läuft aus).
Es wird unterschieden zwischen dem Raumverschluss (RV, ein Container, ein Beförderungsmittel, eine Tankluke usw.) und dem Packstückverschluss (PV, beispielsweise bei Kisten und Transportpaletten).
Ein unerlaubtes Entfernen des Verschlusses ist nach deutschem Recht als Siegelbruch strafbar. Eine Ausnahme hiervon stellt das Entfernen der Siegel durch Firmen dar, die im Besitz einer Erlaubnis ihres Hauptzollamtes (Bewilligung „Zugelassener Empfänger“) sind.

## Nichtamtliche Zollverschlüsse

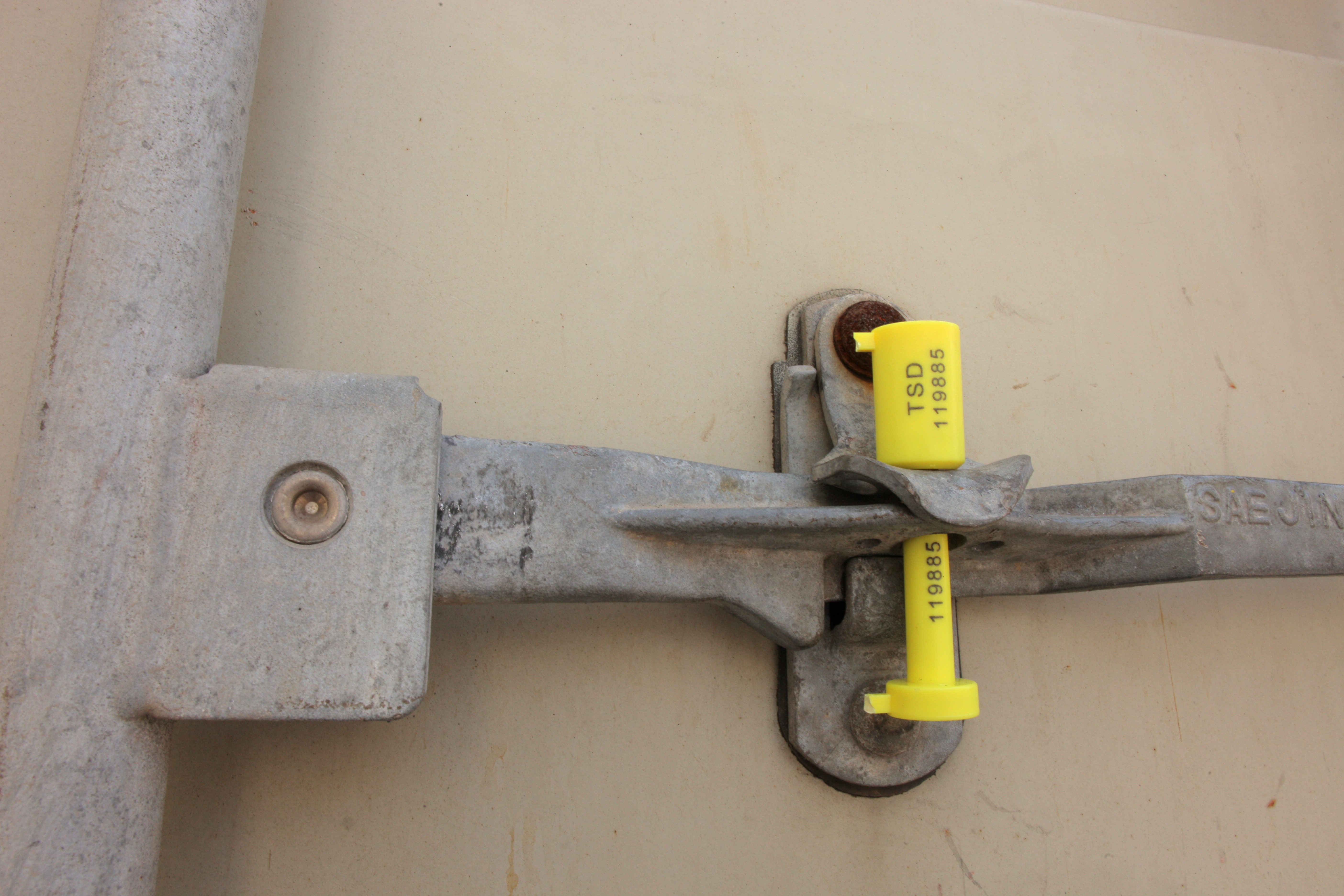
Verschlusssicherung eines ISO-Containers durch ein Bolzensiegel (Stahl mit Kunststoffmantel und Identifikationsnummer)

Zollplomben, die nicht von Zollbehörden angelegt werden, sind sogenannte „besondere Verschlüsse“. In diesen Fällen ist der Versender im Besitz einer entsprechenden Erlaubnis durch sein zuständiges Hauptzollamt (Bewilligung „Zugelassener Versender“). Hierbei handelt es sich um nichtamtliche, jedoch amtlich zugelassene Verschlüsse, deren Bezug in Deutschland vom Hauptzollamt des zugelassenen Versenders in jedem Einzelfall genehmigt werden muss.
Diese Verschlüsse müssen Art. 301 Abs. 1 UZK-IA entsprechen und können nur bei wenigen vom Zoll zugelassenen Unternehmen bestellt und gekauft werden. In Deutschland ist für diese Zulassung das Hauptzollamt zuständig und die Generalzolldirektion ist mit der Überprüfung betraut.
Elektronische Siegel sind nicht zollrechtlich zugelassen.

### Bezug bis 30. April 2019
In Deutschland konnten Tydenseals (Tyden-Seals und Tyden Schnur) ausschließlich bezogen werden von dem Unternehmen
- Bednorz GmbH & Co. KG in Kelsterbach (Alleinvertreter für Tydenseals)

Mini-Break-away-Seals konnten ausschließlich bezogen werden von den Lieferunternehmen
- WISTRA GmbH Transport-Sicherheit-Systeme in Selmsdorf
- Transposafe Systems Deutschland GmbH in Naila